# Di xanh
Di xanh (danh pháp hai phần: Erythrura prasina) là loài thuộc họ Chim di, phổ biến ở Đông Nam Á: Malaysia, Brunei, Campuchia, Indonesia, Lào, Myanmar, Thái Lan và có cả ở Việt Nam. Diện tích khu vực lưu trú trên toàn cầu của di xanh là 10.000.000 km².
Chim di xanh sống ở vùng núi và rừng thấp ẩm cận nhiệt đới và nhiệt đới. Liên minh Bảo tồn Thiên nhiên Quốc tế (IUCN) xem đây là một loài ít quan tâm. Đây là một loài chim cảnh phổ biến.